# Upogebia bermudensis
Upogebia bermudensis är en kräftdjursart som beskrevs av Williams 1993. Upogebia bermudensis ingår i släktet Upogebia och familjen Upogebiidae. Inga underarter finns listade i Catalogue of Life.